# Moonraker (banda sonora)
Moonraker es la banda sonora de la película de James Bond del mismo nombre.

## Banda sonora
El tema principal es Moonraker, escrito por John Barry y Hal David e interpretado por Shirley Bassey, siendo esta su tercera canción para un filme de James Bond. Las otras dos canciones fueron Goldfinger y Diamonds Are Forever.
La banda sonora fue escrita por John Barry y se diferencia de las primeras películas de Bond por utilizar un estilo completamente melódico y sinfónico acorde con el contexto de ciencia ficción de la película. Este sonido sinfónico surgió a partir de la maduración de Barry como compositor y sería utilizado en películas posteriores como Memorias de África y las últimas de Barry para Bond.
El tema de James Bond aparece por segunda vez en su versión sinfónica.
El tema de 007 aparece en la escena de la persecucción en el Río Amazonas, siendo esta su última aparición en la serie fílmica.

### Lista de temas
1. Main Titles: Moonraker - Shirley Bassey
2. Space Lazer Battle
3. Miss Goodhead Meets Bond
4. Cable Car and Snake Fight
5. Bond Lured to Pyramid
6. Flight into Space
7. Bond Arrives in Rio and Boat Chase
8. Centrifuge and Corrine Put Down
9. Bond Smells a Rat
10. End Titles: Moonraker - Shirley Bassey